# Анна Рендзя
Анна Рендзя (пол. Anna Rędzia; нар. 2 жовтня 1996, Польща) — польська футболістка, півзахисниця клубу УКС СМС (Лодзь) та національної збірної Польщі.

## Життєпис
Вона родом із Воли Бервецької поблизу Єдлінська. Футболом розпочала займатися в «Міраксі» (Бервце), де тренувалася разом з чоловічою командою. Професіональну кар'єру розпочала під керівництвому тренера Анджея Плути. Потім півзахисниця вирушила до «Спортивної четвірки» в Радомі, де за тренування відповідали два тренери: Марцін Бродецький та Войцех Павловський. На дівочому чемпіонаті Європи (WU-17), який відбувся в червні 2013 року, де Анна виграла золоті медалі зі збірною Польщі (WU-17), бувши одним з основних стовпів команди. У всіх матчах футболіст відіграв повні 90 хвилин.
Закінчила фізіотерапію в Університеті фізичного виховання в Познані. Окрім цього, грала за команду з пляжного футболу «Леді Грембах» (Лодзь), з якою стала віцечемпіонкою світу 2019 року та чемпіонкою Польщі в серпні 2020 року.